# 共和國廣場 (法勒他)
共和國廣場是位於馬爾他首都瓦萊塔的一座廣場。馬爾他國家圖書館就位於共和國廣場。